# Aipysurus apraefrontalis
Aipysurus apraefrontalis е вид влечуго от семейство Elapidae. Видът е критично застрашен от изчезване.

## Разпространение
Разпространен е в Австралия.

## Описание
Популацията на вида е намаляваща.